# Valea Puțului Merei
Valea Puțului Merei – wieś w Rumunii, w okręgu Buzău, w gminie Merei. W 2011 roku liczyła 185 mieszkańców.